# ماجراهای پیتر پن
ماجراهای پیتر پن (به ژاپنی: ピーターパンの冒険ィ، به انگلیسی: The Adventures of Peter Pan) یک مجموعه تلویزیونی انیمه ۴۱ قسمتی است که توسط استودیو نیپون انیمیشن ساخته شده‌است. پخش آن از ۸ ژانویه ۱۹۸۹ در شبکه فوجی تلویژن آغاز شده و تا ۲۴ دسامبر ۱۹۸۹ ادامه داشته‌است.